# Adžanta
Adžanta (hindsky अजन्ता) je malé město v Indii, které je známé především díky komplexu skalních chrámů s množstvím nástěnných maleb, které představují jednu z vrcholných památek staroindické kultury. Nástěnné malby rovněž patří k největším dochovaným sbírkám buddhistického umění na světě. Pro svou mimořádnou historickou a uměleckou hodnotu byl celý jeskynní komplex v roce 1983 zapsán na Seznam světového dědictví UNESCO.

## Jeskynní chrámy Adžanta

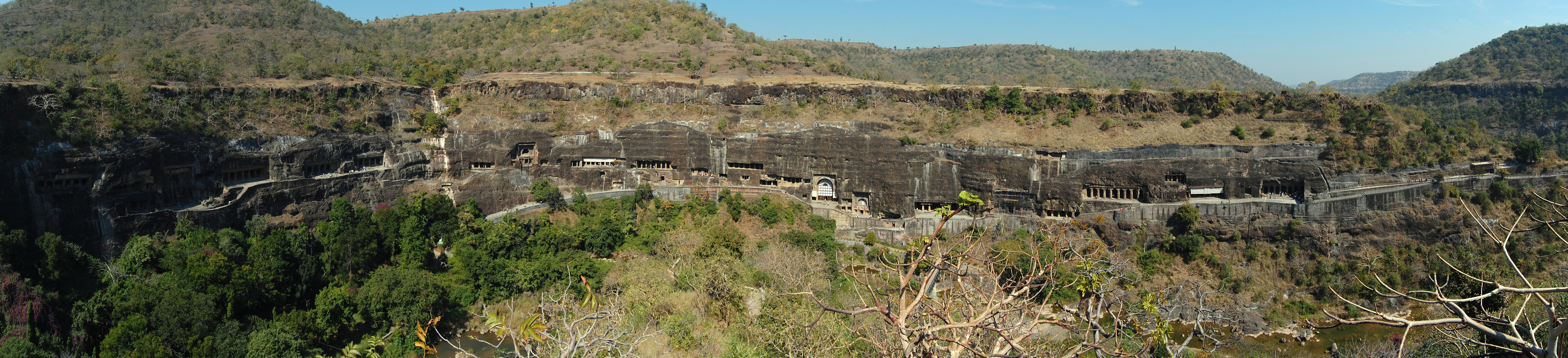
Adžanta – celkový pohled na jeskyně

Jeskynní chrámy v Adžantě jsou buddhistický jeskynní komplex vinoucí se ve tvaru půlkruhu kolem řeky Waghora. Nejedná se však o přírodní jeskynní útvar, ale do strmé skály mnichy precizně vytesané a bohatě zdobené chrámové prostory.

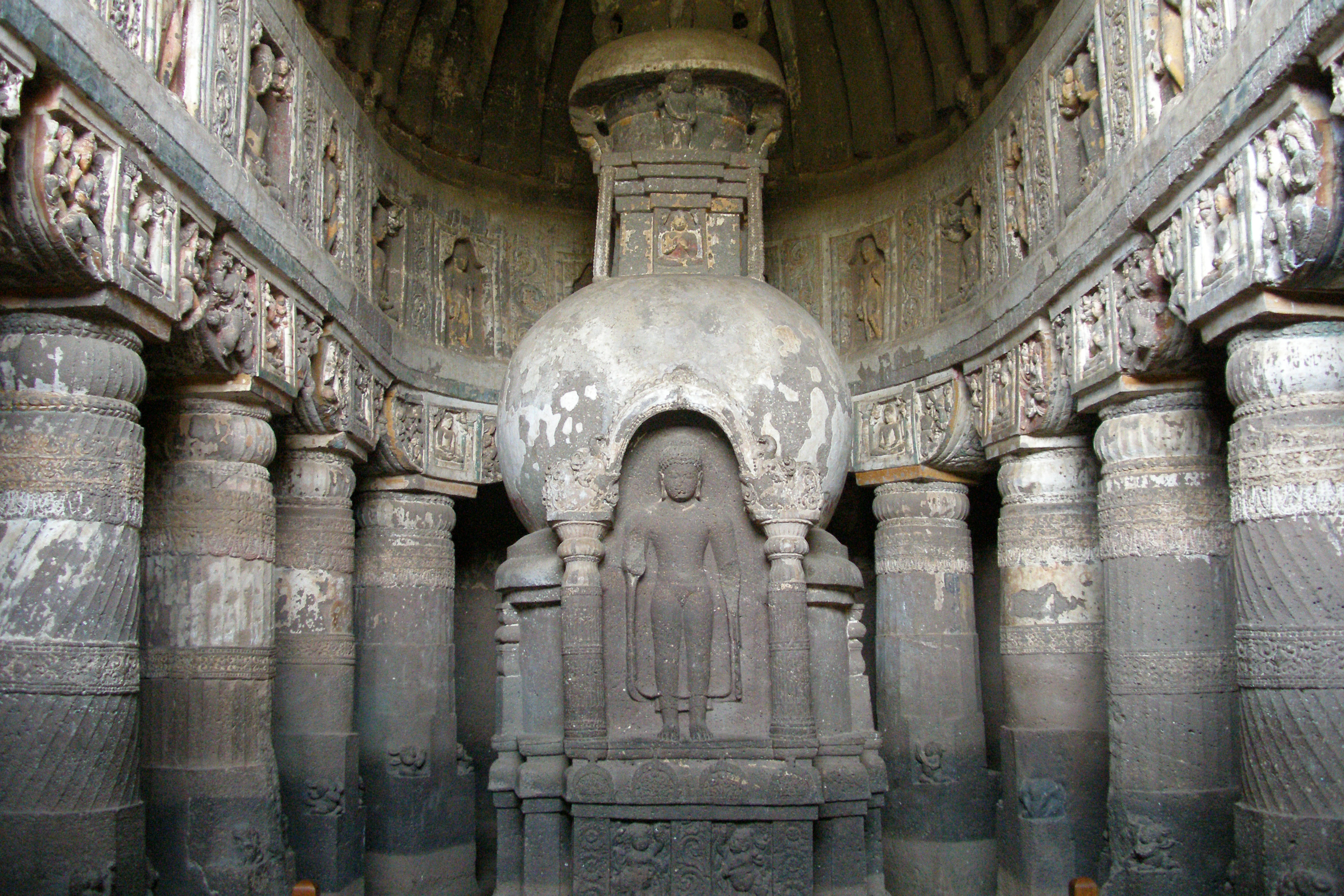
Jeskyně obklopená sloupy

### Poloha a rozdělení
Jeskynní chrámy se nacházejí na západě země, ve státě Maháráštra, cca 3,5 km od obce Adžanta a přibližně 8 hodin jízdy vlakem směrem na východ od Bombaje. Celý komplex tvoří 29 jeskyní, jejichž architekturu lze dělit do dvou skupin. První z nich jsou tzv. obřadní prostory – chrámy ve své době sloužící jako náboženské svatyně (chaitja), které mají obdélný půdorys s apsidovým ukončením a prostorem členěným pilíři v trojlodí, v jehož čele se nachází vlastní svatyně. Druhým jsou tzv. obytné prostory (vihara), jejichž ústřední hala, s celami přiléhajícími ke třem stranám této ústřední prostory, má čtvercový tvar. Strop je podpořen sloupy a v zadní části se nachází výklenek, který obvykle střeží sám Buddha.

### Historie
Jejich stáří se připisuje do doby v rozmezí 2. století př. n. l. až 1. století n. l. V této době rozkvětu buddhismu po celé západní Indii sloužily jako buddhistické sídlo. Kolem roku 650 byly jeskyně, vinou úpadku buddhistické víry ve prospěch hinduismu a rozvoje náboženské komunity v nedaleké Elloře, uzavřeny. Na dlouhá staletí byly opuštěny a zapomenuty, takřka zarůstaly vegetací. Nicméně roku 1866 byly během stopování tygrů znovu objeveny britským vojákem Johnem Smithem, který svým jménem spolu s dalšími údaji (John Smith, 28. Kavalérie, 28. dubna 1819) tento významný den zvěčnil do jednoho ze sloupů jeskyně č. 10.

### Výmalba jeskyň

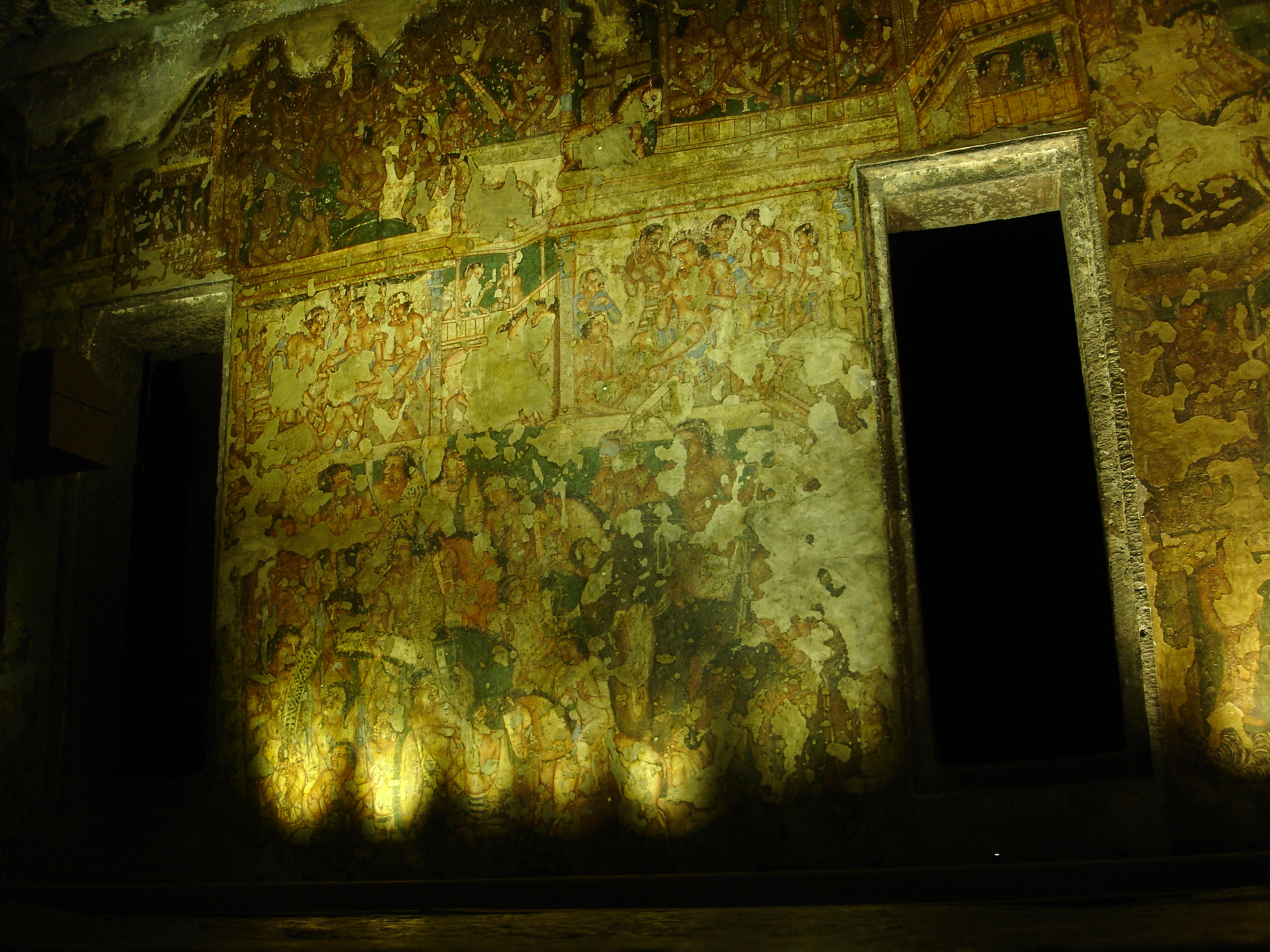
Adžanta – shromažďovací jeskyně

Kromě soch, které lze najít spíše v jeskyních v Éllóře, chrámy v Adžantě vynikají také zachovalými jeskynními malbami. Nachází se zde mnoho ilustrací z Jataky, posvátného textu vyprávějícího epizody Buddhova života. Na nejstarších uměleckých dílech, která se zde nacházejí, je znát diktát školy hínajána, kdy byl Buddha znázorněn pouze pomocí symbolů, zatímco v jeskyních později vybudovaných se promítá spíše vliv liberálnějšího učení mahájána, kdy je Buddha proveden ve figurálních detailech. Scény jsou půvabné, ale občas i kruté, smyslné, vážné a některé mají erotický nádech. Malby zobrazují muže, ženy, hudebníky (gandhárva), nebeské tanečníky (apsara), ale i démony nebo také tvory s lidskou tváří a ptačími těly (jakša) obklopené květinami, stromy, zvířaty a ovocem. Jelikož výzdobu povětšinou vytvářeli hinduističtí umělci, tyto malby nesou pozoruhodné hinduistické rysy, které spolu s architektonickými prvky a skulpturami vytváří krásné prostory.
Pro malbu je zde použita technika secco, kdy se nejprve stěny a strop jeskyně pokryje směsí kravského hnoje, jílu a rostlinných vláken, tato vrstva byla nakonec potažena tenkou krustou bláta. Než bláto zaschlo, umělci si rumělkou načrtli obraz, který potom vybarvovali přírodními pigmenty a celek fixovali lepkem.
Anglický umělec Robert Gill strávil v Adžantě 26 let svého života. Během této doby se snažil tamější výjevy zachytit překreslováním na papír. Jeho dlouholetá práce skončila roku 1866 v plamenech při požáru londýnského Křišťálového paláce. V dnešní době[kdy?] záchranné práce na odborné úrovni pokračují.

### Okolí
- Jeskynní komplex Éllóra (vzdálen zhruba 80 km)
- Skalní útulky v Bhimbetka (zhruba 331 km)
- Archeologické naleziště Champaner-Pavagadh (zhruba 311 km) – též patří mezi památky UNESCO

### Zajímavosti
- Na místo jezdí přímo k jeskyním speciální ekologické autobusy od 5 km vzdáleného parkoviště, kde pro lepší ochranu areálu před škodlivými vlivy výfukových plynů musí všichni svůj vůz ponechat
- Celý komplex lze zhlédnout z vyhlídkové plošiny nad podkovovitým záhybem řeky
- V jeskyni č. 2 lze navštívit klášter (vihara), který je atypický svými sloupy a stropem zdobenými medailony ve tvaru lotosových květů. Zřejmě jsou inspirované helénismem, který spolu s Alexandrem Velikým pronikl do Indie
- V jeskyni č. 17 lze nalézt dvě postavy oděné do šatů středoasijského stylu. Včleňování „cizorodých“ prvků jasně svědčí o čilé kulturní a obchodní výměně mezi obyvateli asijského kontinentu
- Kolosální socha Parinirvána v jeskyni č. 26 představuje Buddhu ležícího na boku v okamžiku přechodu z pozemského bytí do nirvány. Od vchodu na něj dopadá měkké světlo, což umocňuje mimořádný umělecký dojem

## Galerie

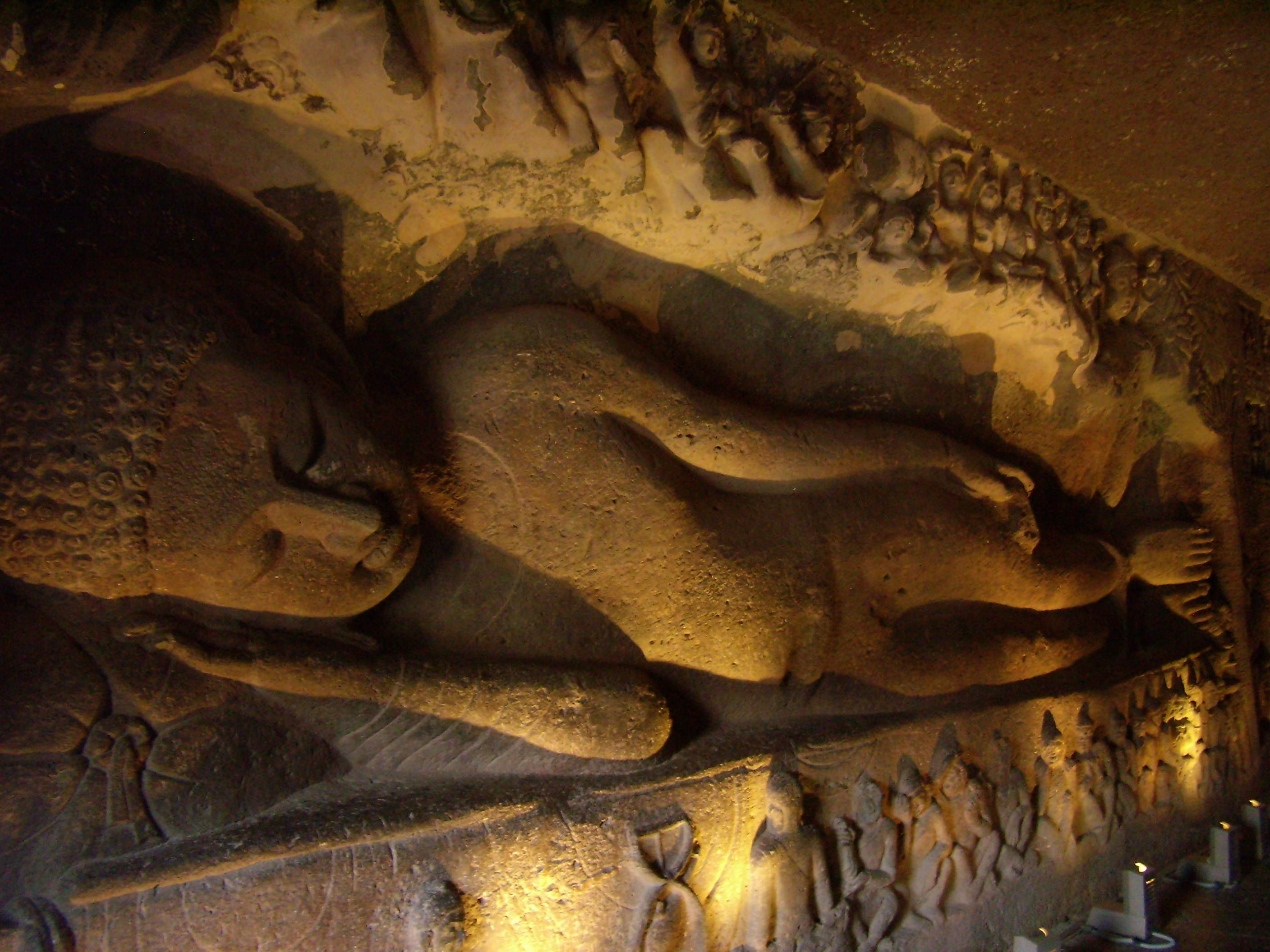
Ležící Buddha
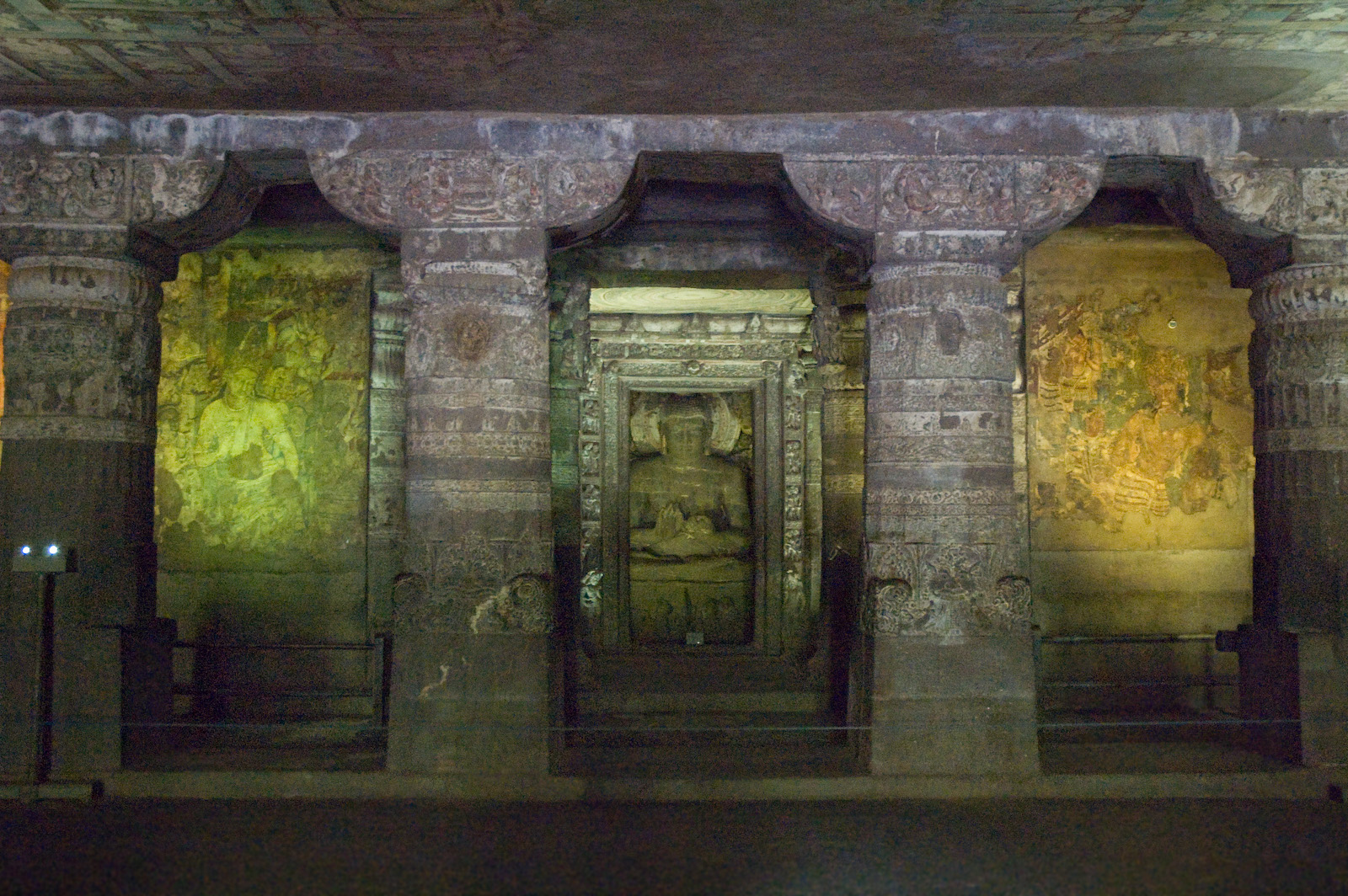
Hlavní hala
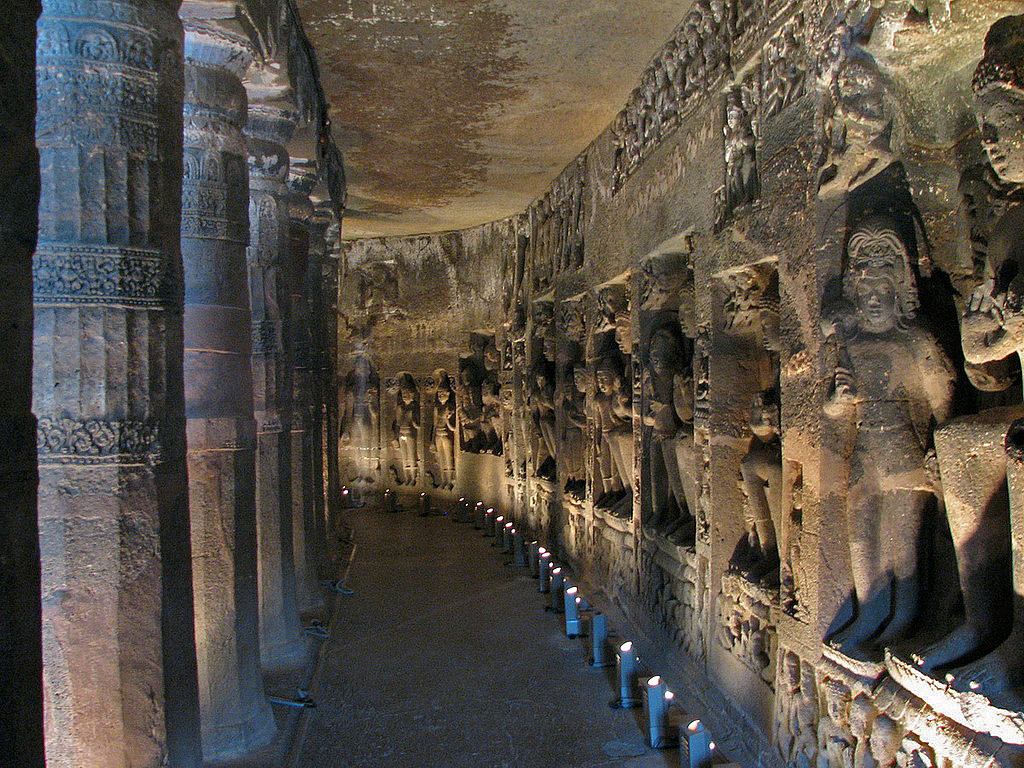
Jeskyně uvnitř
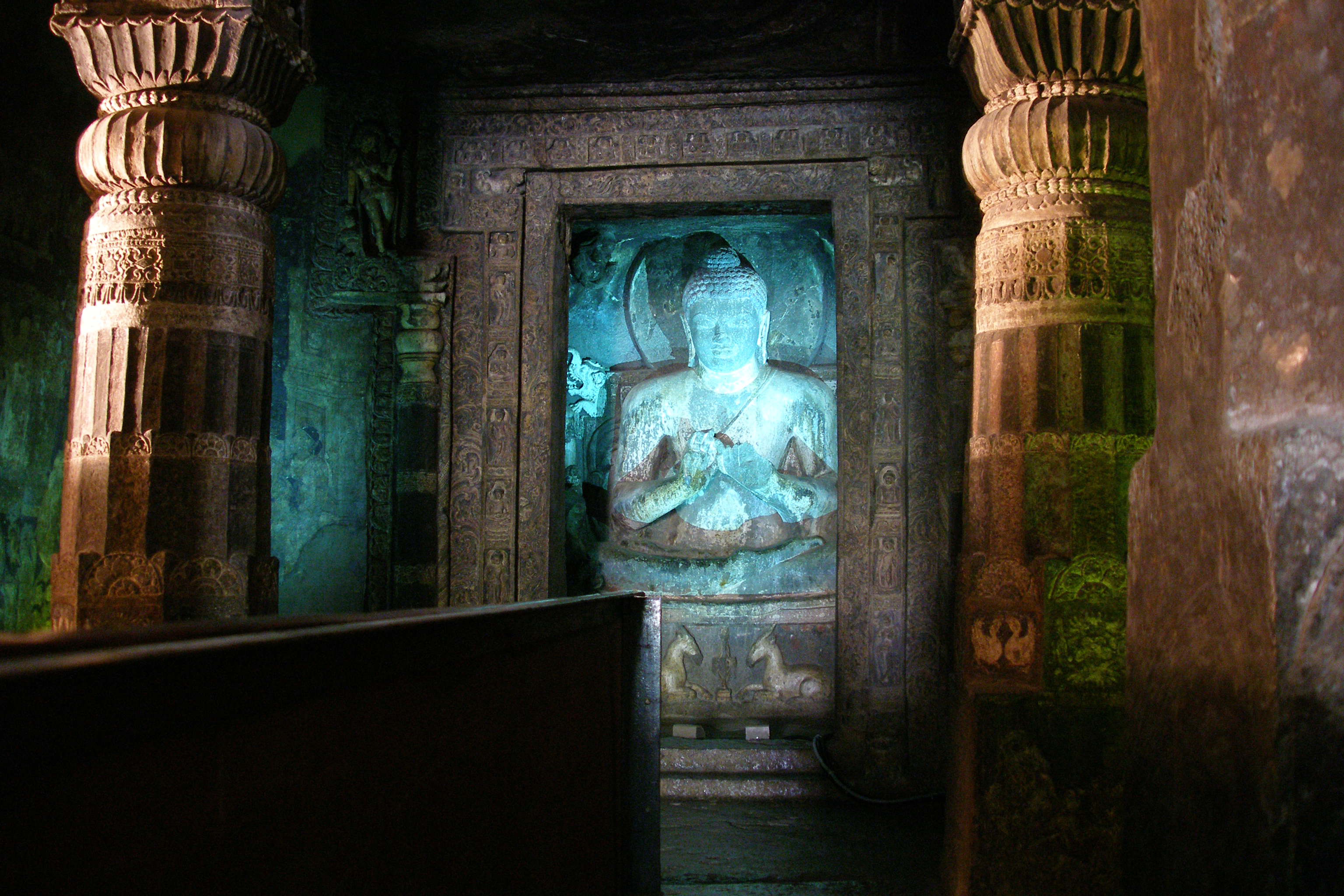
Jeskyně s obrazem Buddhy
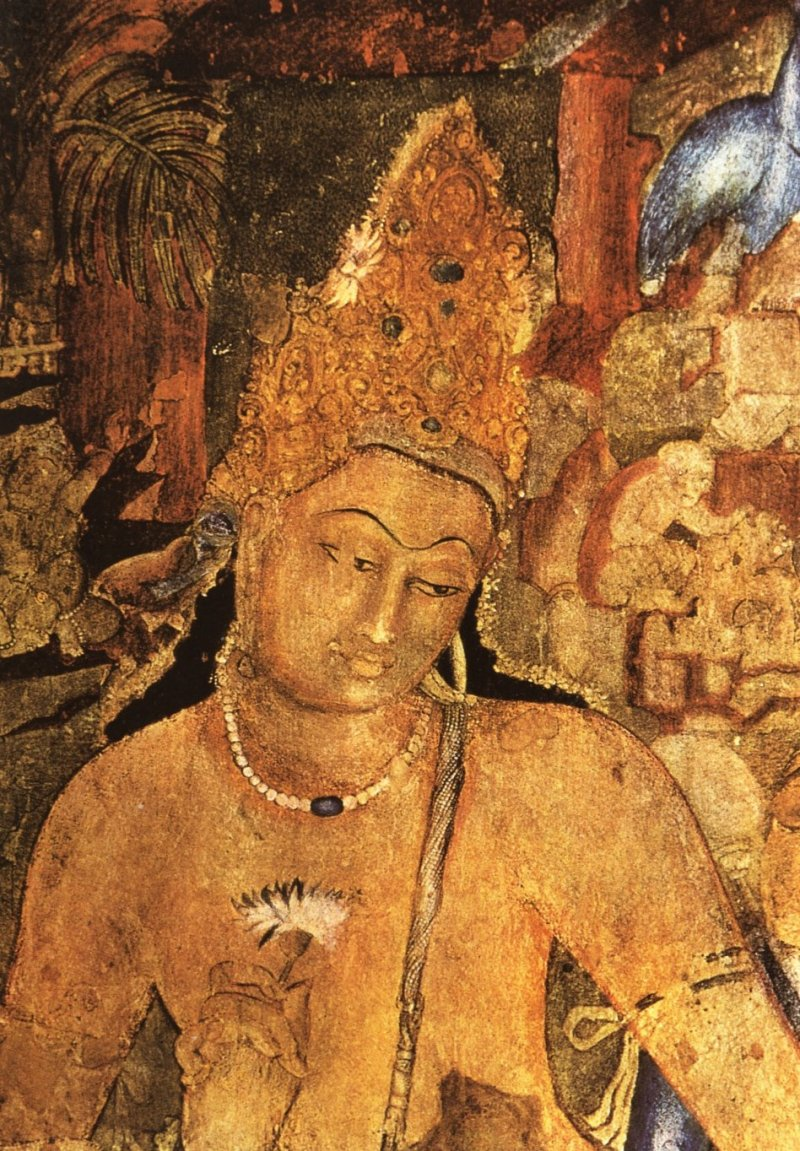
Bodhi
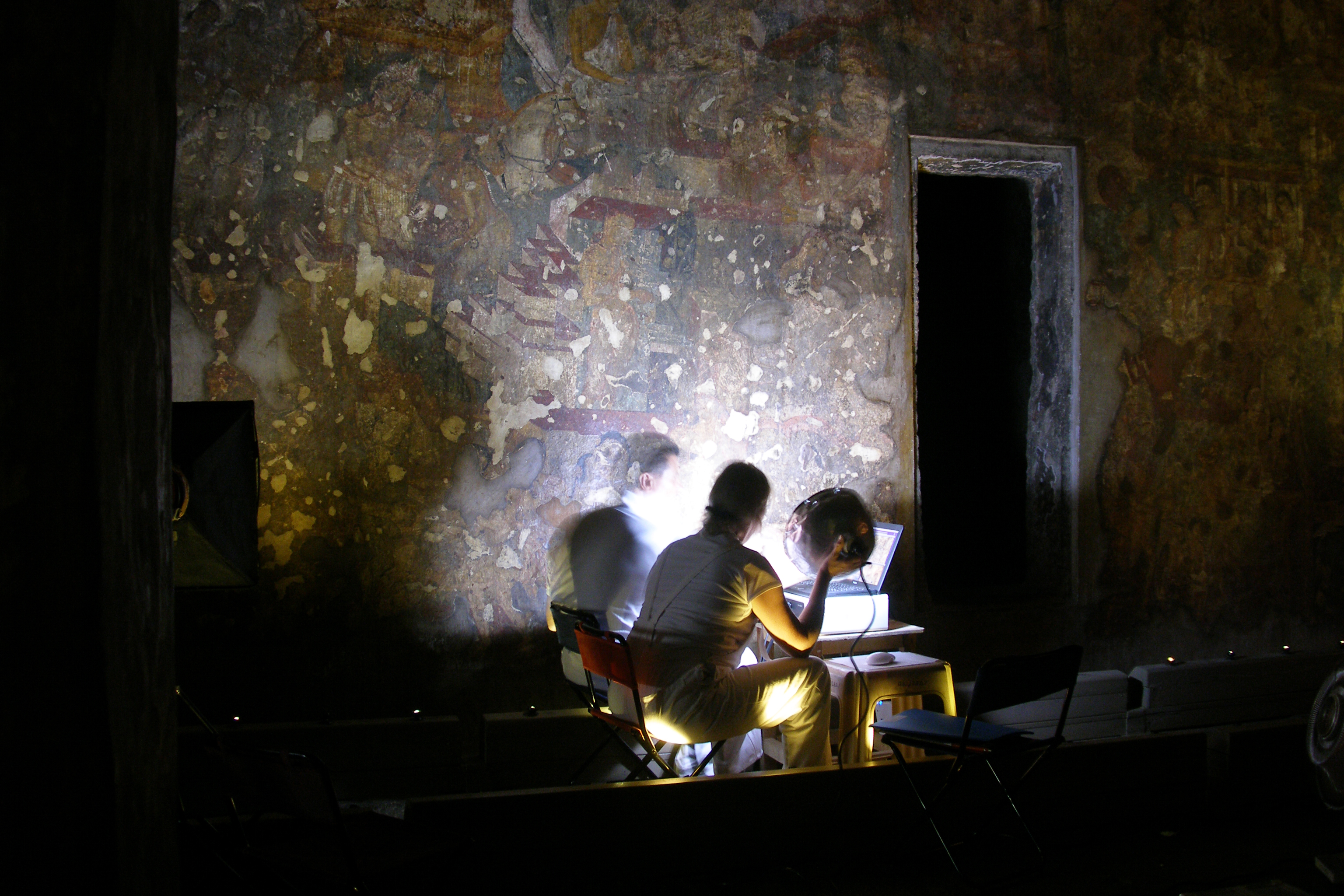
Restaurátoři při práci
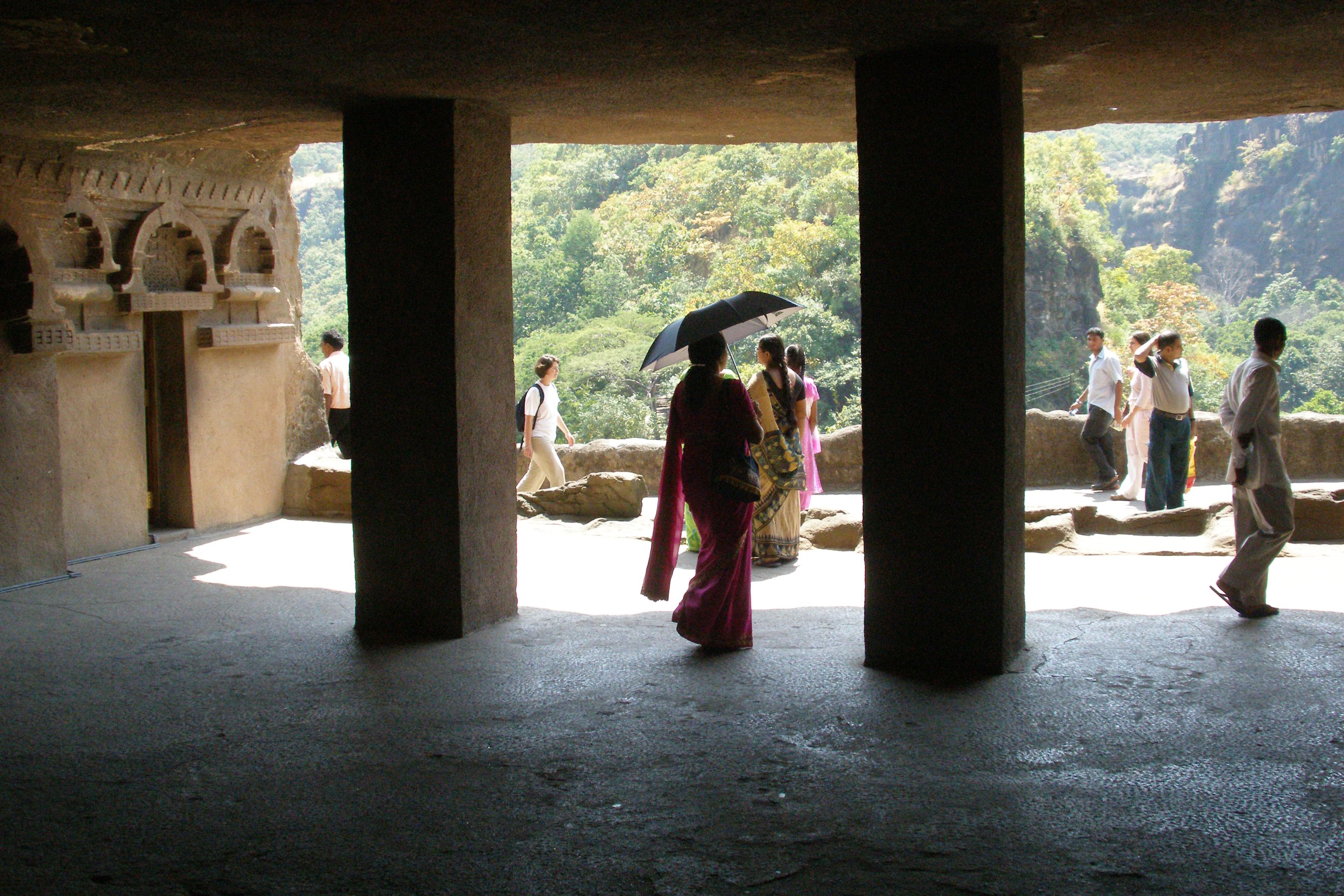
Přední nádvoří buddhistického kláštera
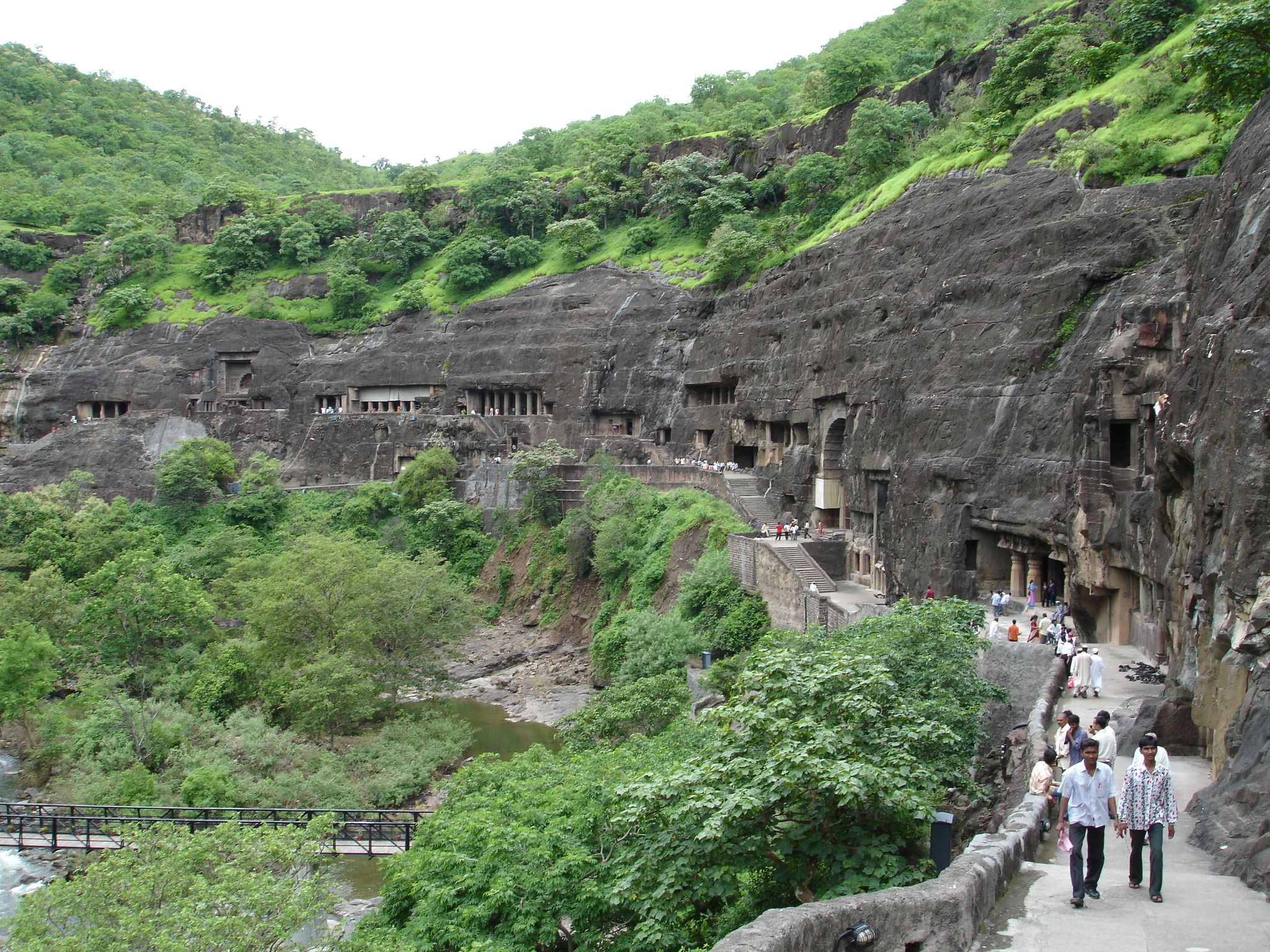
Pohled na jeskyně
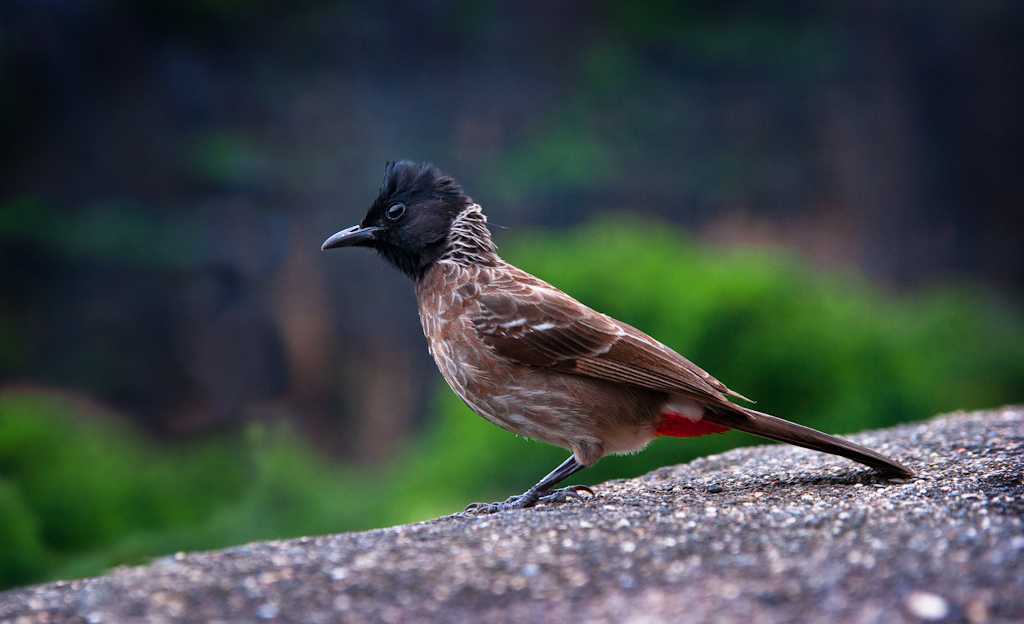
Fauna žijící poblíž: bulbul šupinkový
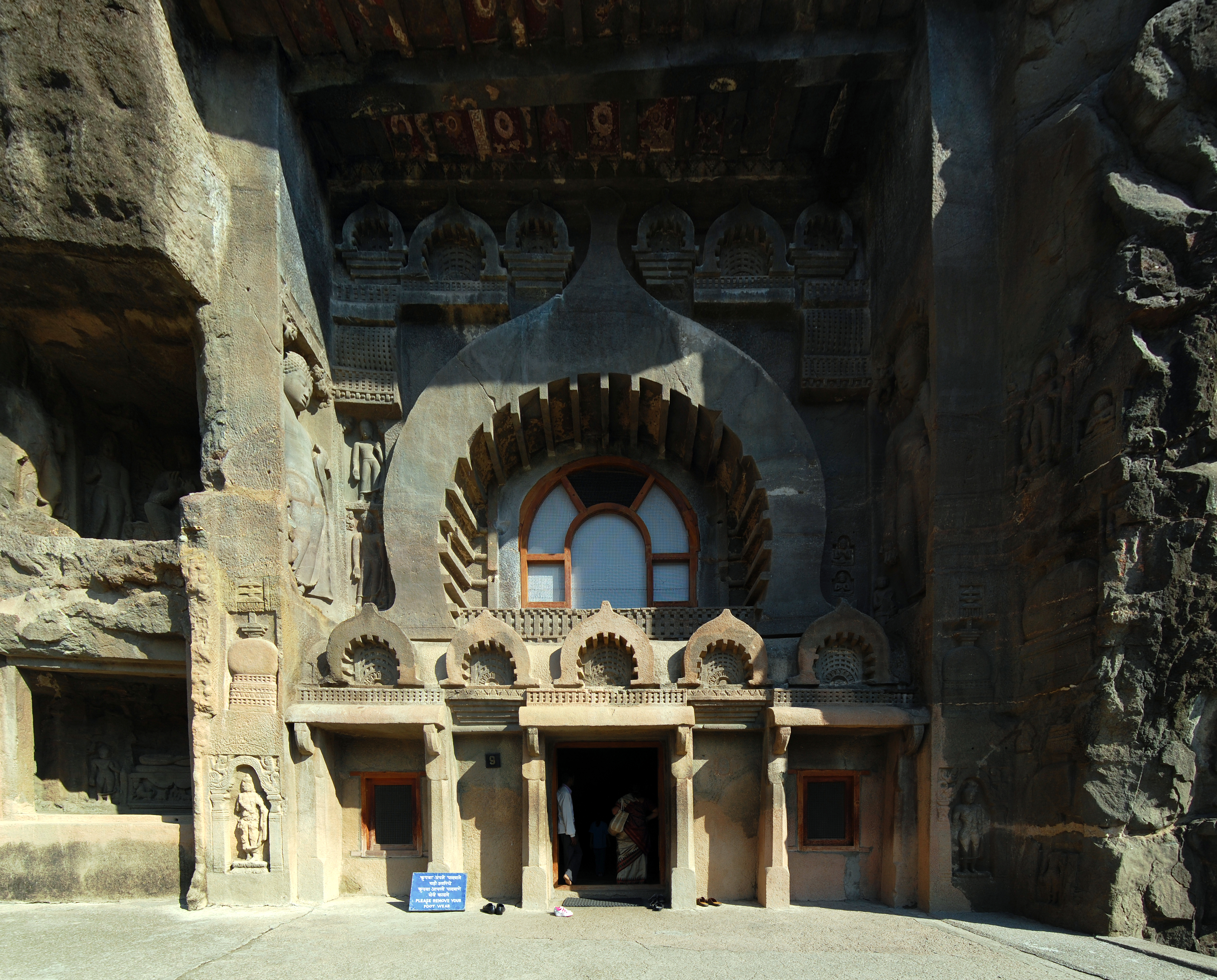
Jeskyně č. 9
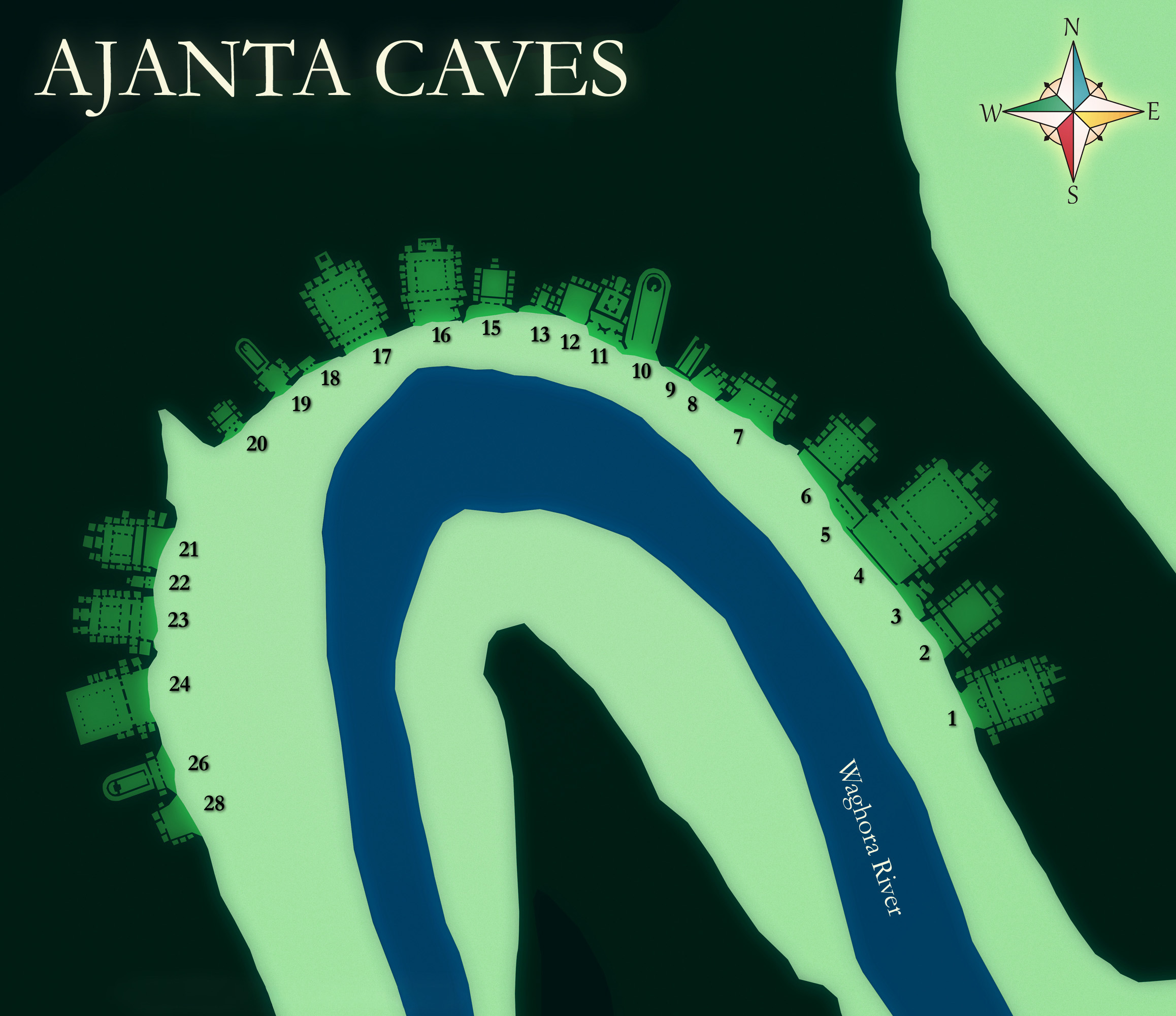
Schéma rozmístění jeskyň podél řeky Waghora